# Hossein Behzad

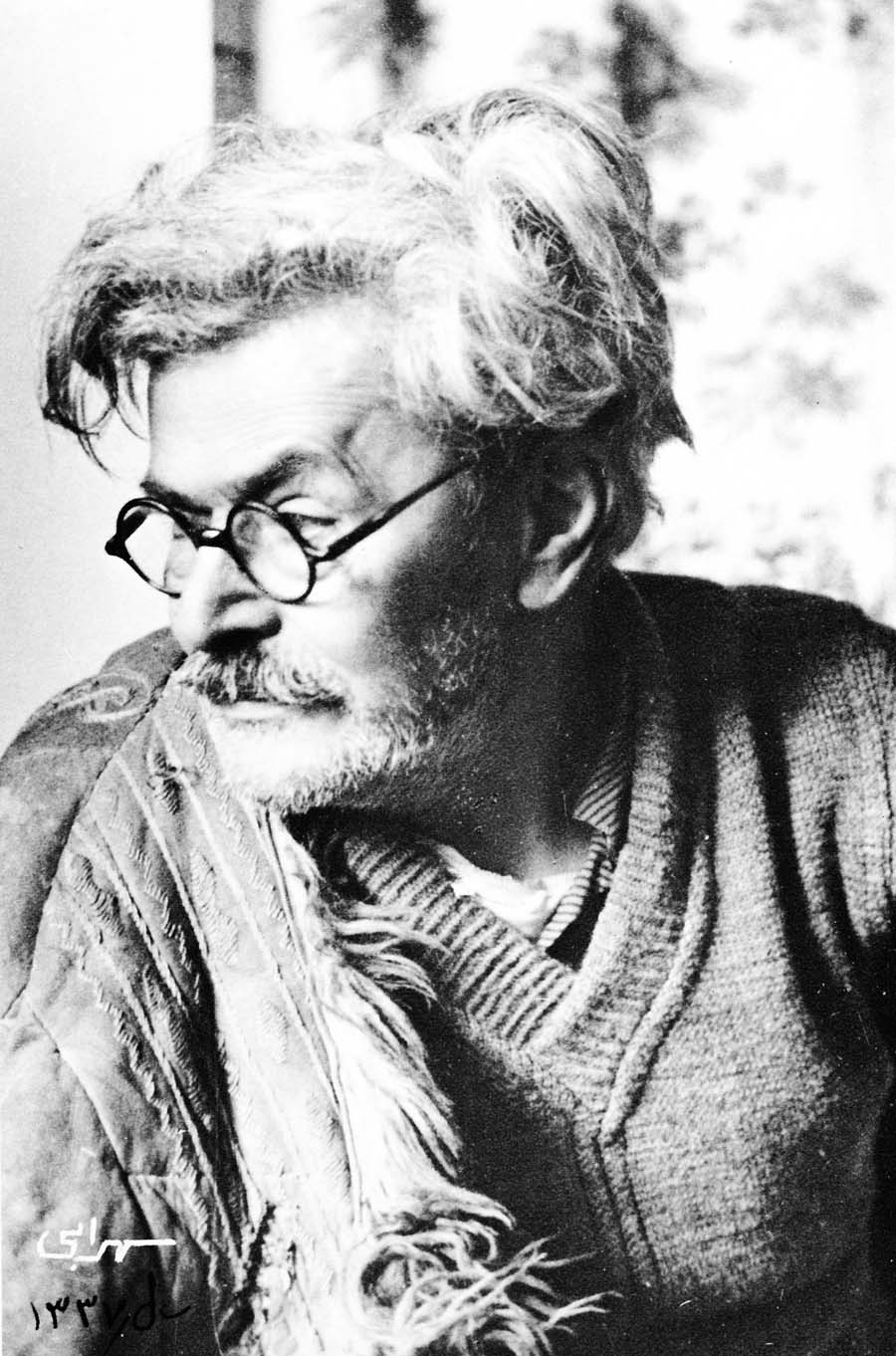
Hossein Behzad, 1958

Hossein Behzad (* 1894 in Teheran; † 13. Oktober 1968) war ein iranischer Maler und Meister der persischen Miniaturmalerei.

## Leben
Hossein Behzad wurde 1894 in Teheran als Sohn des Mīrzā Fażl-Allāh Eṣfahānī geboren. Seit seiner frühesten Kindheit interessierte er sich für die Malerei. Hossein begann bereits mit acht Jahren seine ersten Bilder zu malen. Er ließ sich bei Āqā Mollā ʿAlī Qalamdānsāz und später bei Ḥasan Āqā Peykarnegār zum Miniaturisten ausbilden und eröffnete als Zwanzigjähriger seine eigene Künstlerwerkstatt im Basar von Teheran.
In Europa wurde Hossein Behzad durch seine 1915 als Auftragsarbeit entstandenen Illustrationen zu Nezāmis Ḵamsa bekannt. 1918 unternahm Hossein Behzad seine erste Europareise.
1935 reiste Hossein Behzad für dreizehn Monate nach Paris, um die in den Sammlungen persischer Handschriften vorhandenen Miniaturen zu studieren. Nach seiner Rückkehr im Jahr 1936 begann er mit den Illustrationen zu Omar Chajjams  Rubāʿīyāt in einem von ihm entwickelten eigenen Stil. Die Illustrationen, die vorher nur auf Ausstellungen zu sehen waren, wurden erstmals 1949 von Brigadegeneral Hossein-Ali Nouri Esfandiary in einem von ihm herausgegebenen Buch mit 50 Vierzeilern (Rubāʿīyāt) des Omar Chajjam veröffentlicht. Esfandiary nennt Behzads Miniaturen „Gedichte in Bildern“.
1946 trat er in den Dienst des Bastan-Museums (Edāra-ye Bāstān-šenāsī) und lehrte an der Kunsthochschule (Honarestān-e Honarhā-ye Zībā-ye Pesarān o Doḵtarān) in Teheran. In dieser Zeit entstanden viele Miniaturen, unter anderem als Illustrationen für die Werke von Firdausi und Hafis.
In den fünfziger Jahren erlangte Hossein Behzad Weltruhm durch Ausstellungen in London, Boston, Paris, Prag, Washington, New York und Brüssel. Weitere Ausstellungen fanden in Indien und Japan statt.
Im Alter von 65 Jahren wurde ihm vom iranischen Parlament eine Ehrenpension zuerkannt.
Neben einer Auszeichnung für herausragende künstlerische Leistungen vom Kultusministerium Teheran im Jahr 1949 erhielt Hossein Behzad zahlreiche nationale und internationale Auszeichnungen. Kurz vor seinem Tod wurde Hossein Behzad für sein Lebenswerk die Ehrenmedaille der Kunsthochschule und der Titel Ostād (Meister) verliehen. Er gilt als einer der wenigen Meister der persischen Miniaturmalerei, der neben dem traditionellen Malstil einen eigenen Stil entwickelte, in den er auch westliche Maltechniken integrierte.
1994 wurde das Behzad Museum (muze-ye Ostad Behzad) im Park von Saadabad in Teheran eröffnet, das Werke von Behzad zeigt, die anlässlich seines hundertsten Geburtstag von seinem Sohn an die Organisation für das Kulturerbe übergeben wurden.

## Galerie

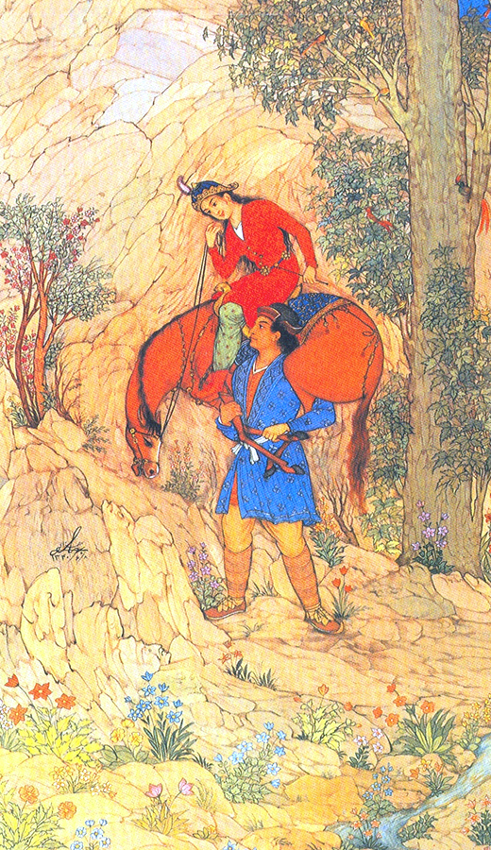
Farhad und Schirin
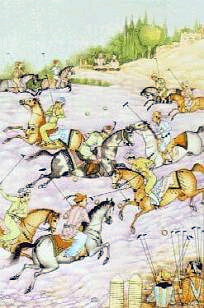
Polospiel